# Ónody József
Ónody József, Onodi (Ercsi, 1882. szeptember 12. – Budapest, 1957. április 17.) nem hivatalos olimpiai bajnok magyar úszó.
Terézvárosban nőtt fel, ahol édesapja a Dalnok utca (ma Székely Bertalan utca) 3. számú épület házfelügyelője volt. Károly fivére a Magyar Úszó Egyesület (MÚE) magyar bajnoka volt vízilabdában.
Ónody József 1897-től 1925-ig a MÚE sportolója volt. Kerékpározott, úszott, vízilabdázott. 1899. július 30-án részt vett az első nyilvános hazai vízilabda-mérkőzésen. 1903-tól 1922-ig a MUE vízilabdacsapatának tagja volt. Közben 1911-1912 között az FTC játékosa. 1909-ben magyar bajnok lett 100 yardos gyorsúszásban. 1906-ban a pánhellén olimpián 4 × 250 méter gyorsúszásban a magyar csapat tagjaként olimpiai bajnokságot nyert. Az 1908. évi nyári olimpiai játékokon 100 méter gyorsúszásban 13-14, 400 méter gyorsúszásban 17-20. helyen végezett - mindkét versenyszámban kiesett az előfutamok során.
1909-ben a MÚE pénztárosi feladatát látta el. A két világháború közötti időszakban a MÚE titkára, főtitkára, ügyvezető elnöke volt. A nevéhez fűződik az egyesület lágymányosi úszópályájának felépítése. Posta-takarékpénztári főszámtanácsosként dolgozott.